# Romain Bellenger
Romain Bellenger (París, 18 de enero de 1894 - Cahors, 25 de noviembre de 1981) fue un ciclista profesional entre 1919 y 1929. Durante su carrera consiguió, entre otras victorias, 6 etapas al Tour de Francia.

## Palmarés
| 1919 - 2 etapas del Tour del Sudeste 1921 - 1 etapa del Tour de Francia 1922 - 1 etapa del Tour de Francia 1923 - Tour de Vaucluse - 1 etapa del Tour de Francia 1924 - 2 etapas del Tour de Francia | 1925 - Giro de la Provincia de Milán, con Achille Souchard - 1 etapa del Tour de Francia 1927 - París-Lille 1928 - París-Lille |

## Resultados en Grandes Vueltas y Campeonatos del Mundo
Durante su carrera deportiva consiguió los siguientes puestos en las Grandes Vueltas y en los Campeonatos del Mundo en carretera:
| Carrera         | 1919 | 1920 | 1921 | 1922 | 1923 | 1924 | 1925 | 1926 | 1927 | 1928 | 1929 |
| --------------- | ---- | ---- | ---- | ---- | ---- | ---- | ---- | ---- | ---- | ---- | ---- |
| Giro de Italia  | -    | -    | -    | -    | -    | -    | -    | -    | -    | -    | -    |
| Tour de Francia | -    | Ab.  | Ab.  | Ab.  | 3º   | 8º   | 11º  | Ab.  | -    | -    | Ab.  |
| Vuelta a España | -    | -    | -    | -    | -    | -    | -    | -    | -    | -    | -    |
| Mundial en Ruta | -    | -    | -    | -    | -    | -    | -    | -    | -    | -    | -    |

Exp: expulsado por la organización

-: no participa 

Ab.: abandono